# Bergiola montana
Bergiola montana är en insektsart som beskrevs av Bei-bienko 1951. Bergiola montana ingår i släktet Bergiola och familjen vårtbitare. Inga underarter finns listade i Catalogue of Life.